# 12044 Fabbri
12044 Fabbri este un asteroid din centura principală de asteroizi.

## Descriere
12044 Fabbri este un asteroid din centura principală de asteroizi. A fost descoperit pe 29 martie 1997 la Montelupo de Maura Tombelli și Giuseppe Forti. Asteroidul prezintă o orbită caracterizată de o semiaxă mare de 2,59 ua, o excentricitate de 0,14 și o înclinație de 14,0° în raport cu ecliptica.